# Arsenale Taranto
US Arsenale (wł. Unione Sportiva Arsenale) – włoski klub piłkarski, mający siedzibę w mieście Tarent, w południowo-wschodniej części kraju, działający w latach 1940–1947.

## Historia
Chronologia nazw:
- 193?/1940: Società Sportiva Pietro Resta
- 1944: Unione Sportiva Arsenale
- 09.09.1947: klub rozwiązano – po fuzji z AS Taranto, tworząc US Arsenaltaranto

Klub sportowy SS Pietro Resta został założony w miejscowości Tarent przed 1940 rokiem. W 1940 klub złożył wniosek o członkostwo w FIGC, który 13 września 1941 został akceptowany. W sezonie 1941/42 debiutował w rozgrywkach Prima Divisione Puglia (D4), zdobywając awans do Serie C. Jednak wskutek rozpoczęcia działań wojennych na terenie Włoch w czasie II wojny światowej mistrzostwa 1943/44 zostały odwołane.
Klub wznowił działalność w 1944 roku przyjmując nazwę US Arsenale. Od stycznia do lipca 1945 zespół brał udział w turnieju Apulii, zajmując drugie miejsce. W sezonie 1945/46 został zakwalifikowany do Serie C Centro-Sud. W 1946 roku awansował do Serie B. Sezon 1946/47 zakończył na 8.miejscu w grupie C Serie B. 9 września 1947 roku klub dołączył do AS Taranto, po czym został rozwiązany.

## Barwy klubowe, strój
|  |  |

Klub ma barwy czerwono-niebieskie. Zawodnicy domowe spotkania zazwyczaj grają w białych koszulkach z 2 poziomymi paskami o kolorze czerwonym i niebieskim, białych spodenkach oraz niebieskich getrach.

## Sukcesy

### Trofea międzynarodowe
Nie uczestniczył w rozgrywkach europejskich (stan na 31-05-2020).

### Trofea krajowe
| \| \| Zdobyte trofea w rozgrywkach Włoch (stan na: 31-08-2020) \| |                                                          |      |             |
| Rozgrywki                                                         | Osiągnięcie                                              | Razy | Sezon(y)    |
| · Mistrzostwo                                                     | I miejsce                                                | 0    |             |
| · Mistrzostwo                                                     | II miejsce                                               | 0    |             |
| · Mistrzostwo                                                     | III miejsce                                              | 0    |             |
| · Puchar                                                          | zdobywca                                                 | 0    |             |
| · Puchar                                                          | finalista                                                | 0    |             |
| II liga                                                           | I miejsce                                                | 0    |             |
| II liga                                                           | II miejsce                                               | 0    |             |
| II liga                                                           | III miejsce                                              | 0    |             |
| II liga                                                           | 8.miejsce                                                | 1    | 1946/47 (C) |
| Włochy                                                            | Zdobyte trofea w rozgrywkach Włoch (stan na: 31-08-2020) |      |             |

- Serie C Centro-Sud (D3):
  - wicemistrz (1x): 1945/46 (E)

## Struktura klubu

### Stadion
Klub piłkarski rozgrywał swoje mecze domowe na Campo Allievi Operai dell'Arsenale M.M. w mieście Tarent, a w latach 1941-1943 grał na Motovelodromo Corvisea.

### Derby
- Audace Taranto
- Pro Italia Taranto